# Alexis Vega
Ernesto Alexis Vega Rojas (ur. 25 listopada 1997 w mieście Meksyk) – meksykański piłkarz występujący na pozycji lewego skrzydłowego lub napastnika, reprezentant Meksyku, od 2024 roku zawodnik Toluki.